# Liste der Monuments historiques in Torcy-et-Pouligny
Die Liste der Monuments historiques in Torcy-et-Pouligny führt die Monuments historiques in der französischen Gemeinde Torcy-et-Pouligny auf.

## Liste der Immobilien
| Bezeichnung      | Beschreibung            | Standort                        | Kennzeichnung | Schutzstatus | Datum | Bild           |
| ---------------- | ----------------------- | ------------------------------- | ------------- | ------------ | ----- | -------------- |
| Kirche St-Didier | aus dem 16. Jahrhundert | Torcy, place de l’Eglise (Lage) | PA00112703    | Inscrit      | 1925  | weitere Bilder |

## Liste der Objekte
| Bezeichnung                           | Beschreibung | Standort                              | Kennzeichnung | Schutzstatus | Datum | Bild |
| ------------------------------------- | --- | ------------------------------------- | ------------- | ------------ | ----- | ---- |
| Gedenkinschrift für eine Messstiftung | Kalkstein, bezeichnet 1521                                                                                            | Torcy, in der Kirche St-Didier (Lage) | PM21002387    | Classé       | 1931  |      |
| Zwei Seitenaltäre                     | jeweils Altartisch und Retabel; Holz, farbig gefasst, 17. und 18. Jahrhundert                                         | Torcy, in der Kirche St-Didier (Lage) | PM21005433    | Inscrit      | 2018  |      |
| Skulptur Heiliger Nikolaus            | Stein oder Holz, farbig gefasst, Anfang des 16. Jahrhunderts                                                          | Torcy, in der Kirche St-Didier (Lage) | PM21003451    | Inscrit      | 1973  |      |
| Chorgestühl                           | Holz, 18. Jahrhundert; zugehörig die Wandvertäfelung des Chorraums, die Kommunionbank und zwei Balustraden            | Torcy, in der Kirche St-Didier (Lage) | PM21003514    | Inscrit      | 1974  |      |
| Hauptaltar                            | Holz, farbig gefasst und vergoldet, Mitte des 18. Jahrhunderts                                                        | Torcy, in der Kirche St-Didier (Lage) | PM21005045    | Inscrit      | 2013  |      |
| Exposition                            | Holz, farbig gefasst und vergoldet, Mitte des 18. Jahrhunderts                                                        | Torcy, in der Kirche St-Didier (Lage) | PM21005046    | Inscrit      | 2013  |      |
| Linker Seitenaltar                    | Altartisch, bemalte Altarfront und Skulptur Heilige Katharina; Holz, farbig gefasst und vergoldet, 18. Jahrhundert    | Torcy, in der Kirche St-Didier (Lage) | PM21005047    | Inscrit      | 2013  |      |
| Rechter Seitenaltar                   | Altartisch, bemalte Altarfront und Skulptur Unterweisung Mariens; Holz, farbig gefasst und vergoldet, 18. Jahrhundert | Torcy, in der Kirche St-Didier (Lage) | PM21005048    | Inscrit      | 2013  |      |
| Gemälde Drei Heilige mit Schutzengel  | Ölfarbe auf Leinwand, Holzrahmen, 17. Jahrhundert                                                                     | Torcy, in der Kirche St-Didier (Lage) | PM21005049    | Inscrit      | 2013  |      |
| Gemälde Heilige Familie               | Ölfarbe auf Leinwand, Holzrahmen, 17. Jahrhundert                                                                     | Torcy, in der Kirche St-Didier (Lage) | PM21005050    | Inscrit      | 2013  |      |
| Kruzifix                              | Holz, farbig gefasst, 18. Jahrhundert                                                                                 | Torcy, in der Kirche St-Didier (Lage) | PM21005051    | Inscrit      | 2013  |      |
| Skulptur eines Bischofs               | Holz, farbig gefasst, 18. Jahrhundert                                                                                 | Torcy, in der Kirche St-Didier (Lage) | PM21005052    | Inscrit      | 2013  |      |
| Kantorenhocker                        | Holz, 17. Jahrhundert (?)                                                                                             | Torcy, in der Kirche St-Didier (Lage) | PM21005053    | Inscrit      | 2013  |      |
| Taufbecken                            | Stein, Holzdeckel, 18. Jahrhundert                                                                                    | Torcy, in der Kirche St-Didier (Lage) | PM21005054    | Inscrit      | 2013  |      |